# Yoshida Shoin

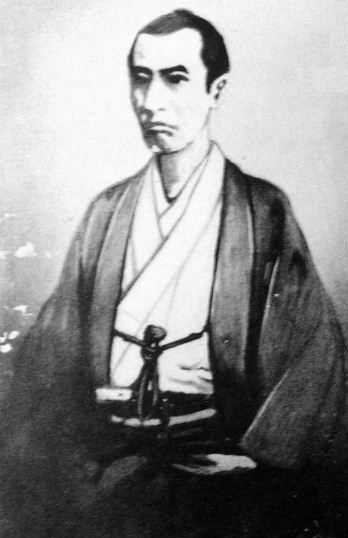

Yoshida Shoin (吉田 松陰, Yoshida Shōin ; Matsumoto, 20 september 1830 - Edo, 21 november 1859) was een Japans diplomaat.
“Hij kende niets van woede” zoals een voorgaande student van hem zei. “Hij was vriendelijk tegen anderen en had een zeer beleefde manier van spreken.”
Yoshida Shoin was fysisch teer, zachtaardig en een meester van zelfbeheersing waarvan de wilskracht geen grenzen kende. Hij was een begerig iemand die zichzelf slaap onthield, naar verluidt ging hij in de sneeuw staan om zo wakker te blijven om te kunnen studeren. Op 5-jarige leeftijd begon Shoin de militaire tactieken te bestuderen. Op 8-jarige leeftijd bestudeerde hij de confucianistische filosofie van Mengzi en ging hij naar het college van het Choshu-domein. Nog geen jaar later gaf hij les op dat college. Toen Shoin 10 jaar was, kreeg hij erkenning van de Heer van Choshu voor zijn militaire kennis. Op 15-jarige leeftijd werd hij zich bewust van de gevaren van de wereld buiten het keizerrijk. In 1848, 5 jaar voor de aankomst van Matthew Perry, adviseerde hij de Heer van Choshu zich voor te bereiden op buitenlandse aanvallen. In 1851, op 21-jarige leeftijd, vergezelde Shoin de Heer van Choshu naar Edo, de hoofdstad van de Shogun. Hier studeerde hij onder Sakuma Shozan, een vooraanstaand wetenschapper in westerse militaire kennis.
Shoin was in Edo toen Matthew Perry arriveerde in 1853. Perry voer met een squadron van zware oorlogsschepen de haven van Edo in, waar hij een einde eiste aan de isolatie van Japan. Shoins leraar had hem doen inzien dat het zinloos was om te proberen de moderne westerse militaire machten te verslaan met oude Japanse vechtkunsten. Hij nam de gedachten van zijn leraar over in het aforisme “Ken uw vijand” om zo controle te krijgen over de barbaren door barbaarse technologie. Maar in plaats van ijdel te blijven bestempelde het Tokugawa-shogunaat de toekomst van de Japanse natie door in te gaan op de eisen van Perry. Shoin plande met de hulp van zijn leraar drastische maatregelen.

## Eerste Amerikaanse Consulaat en handelsovereenkomst
In de zomer van 1856 vestigde de Amerikaanse gezant Townsend Harris het eerste Amerikaanse consulaat in Japan bij een boeddhistische tempel in Shimoda, om het eerste handelsverdrag met Japan te bespreken. Het protocol eiste dat het Shogunaat pas een verdrag kon ondertekenen na het ontvangen van toestemming van het Keizerlijk hof in Kyoto. Toen een handelsverdrag met de Verenigde Staten vorm begon te krijgen, groeide de oppositie onder de verdedigers van het “Verdrijven van de Barbaren”, die zich nu rond het hof van Kyoto verzamelden. Deze xenofoben noemden zichzelf keizerlijke loyalisten. Japan werd verdeeld in twee facties. De loyalisten stelden dat de Shogun slechts een agent van de keizer was, die aan het begin van de 17de eeuw was aangesteld om Japan te beschermen tegen een buitenlandse invasie, en dat alle politieke gezag bij de Keizer rustte. Volgens hen kon de Tokugawa-clan zijn heerschappij alleen legitimeren door de vreemdelingen te verdrijven. Aangezien de Shogun die plicht niet meer kon vervullen, waren ze van mening dat de macht van de keizer en zijn hof hersteld moesten worden om de natie te redden. Als gevolg hiervan werd de nationale overheid gesplitst: terwijl het Shogunaat in Edo bleef beslissen, onderging het Keizerlijk Hof een politieke renaissance in hun oude hoofdstad in Kyoto.

## Shoins plannen en daden

### Brief aan Perry
Shoin bereidde een brief aan Perry voor, die hij met een andere samoerai uit Choshu 's nachts bezorgde aan een Amerikaanse landofficier. Perry beschreef het incident als volgt:
“Zij werden waargenomen als mensen van één of andere positie of rang. Elk van hen droeg twee zwaarden en waren gekleed in brede maar korte zijden broeken. Hun manier van doen toonde de hoofse verfijning van de betere klasse, maar zij stelden de verlegenheid van mensen tentoon die klaarblijkelijk niet volkomen op hun gemak waren. Ze verscholen zich zeer heimelijk om te voorkomen dat een van hun landgenoten zou zien wat zij aan het doen waren. Ze naderden een van de ambtenaren en terwijl ze deden alsof ze zijn horloge-ketting bewonderden, lieten ze een opgevouwen papier in zijn overjas glijden.”
Het “opgevouwen papier” was geschreven in elegant Chinees, dat werd vertaald door Perry's tolk. Het had een bescheiden maar dringende toon:
“Twee geleerden uit Edo, Japan, leggen deze brief voor aan de ambtenaren van de hogere inspectie. Onze verworvenheden zijn luttel en nietsbetekenend aangezien wij zelf klein en onbelangrijk zijn waardoor we in vrees voor u komen. Wij zijn noch bekwaam in het gebruik van wapens, noch in strategie en militaire acties. Al vele jaren verlangen wij ernaar de vijf grote continenten te bereizen, maar de wetten van ons land zijn op alle maritieme punten zeer strikt. Het is verboden voor vreemdelingen het land te betreden en is het verboden voor inwoners om het land te verlaten.
We zenden u nu in het geheim dit privé-verzoek om ons aan boord te laten komen van uw schepen, aangezien zij overzees uitgaan.”
Hoewel Perry nooit de naam noch de identiteit van Yoshida Shoin zou kennen, was hij onder de indruk geraakt door de gewaagde poging van deze idealistische jongeman om de “zonderlinge code van de Japanse wet” te tarten. Tijdens de volgende nacht rond 2 uur in de ochtend werd een ambtenaar die nachtdienst had op de Mississippi, gewekt door de stem van een aantal Japanners, die een ladder tegen het schip hadden gezet en met gebaren vroegen te worden toegelaten op het schip.
“Zij schenen zeer enthousiast te zijn om toegelaten te worden en toonden een zeer duidelijke houding om niet terug te keren naar de kust”
Geweigerd door Perry, werden de twee samoerai gezien door de Japanse overheid en in een kooi gegooid. Niettemin slaagden ze erin om een bericht te sturen aan de Amerikanen, die een opvallende filosofische berusting laat zien. Het bericht begint:
“Wanneer een held niet slaagt in zijn doel, dan worden zijn handelingen beschouwd als die van een schurk en een rover. In het openbaar zijn we aangehouden, gebonden en gekooid geweest voor vele dagen. Daarom, omhoogkijkend, terwijl wij niets hebben om ons iets te verwijten, is het nu aan de held om zichzelf te bewijzen of hij er inderdaad één is."
Shoins heldenmoed zou spoedig overduidelijk worden, maar eerst werd hij naar de gevangenis gestuurd in Edo waarna hij zou terugkeren als een gevangene van Hagi.

### Sho-ka-Son-Juku
Toen de Edo-autoriteiten petitierechten ondergingen om Kyoto het commerciële verdrag te doen sanctioneren, werden zij geweigerd. In april 1858 werd Li Naosuke benoemd tot Regent van Tokugawa, wat hem hoofd maakte van de Shogunraad en van de militaire overheid. In juni realiseerde Li een commercieel verdrag met de Verenigde Staten zonder een keizerlijke sanctie waardoor een pandemonium volgde.
Na een jaar besteed te hebben in de gevangenis, werd Shoin onder huisarrest geplaatst. In november 1857 vestigde hij zijn progressieve Sho-Ka-Son-Juku – dorpsschool en legde hiermee zijn plaats in de Japanse geschiedenis vast.
Aangezien steeds meer samoerai de gelofte deden om de “verraders” te doden die het land voor de “Barbaren had geopend”, predikte Yoshida Shoin zijn Keizerlijk loyalisme voor aan jonge mensen van de lagere maatschappij van Choshu bij zijn academie in Hagi. Hij beweerde dat de Keizer soeverein van Japan was. Hij opende de ogen van zijn leerlingen voor de gevaarlijke situatie van de buitenwereld. Niettemin steunde Shoin de Tokugawa regel en keurde de opening van het land goed om de natie te verrijken en sterke militairen te ontwikkelen. Hij bepleitte een unie tussen Kioto en Edo om Japan tegen de bedreiging van buitenlandse onderwerpingen te beschermen. Deze ideeën heeft hij ingedruppeld in de gedachtes van zijn jonge leerlingen. Hij was nog maar 27 jaar en kende een groot succes want zijn leerlingen waren toekomstige leiders van de Meiji-restauratie.

### Shoins verandering van politieke houding
Toen Shoin het nieuws hoorde over Li’s blasfemie veranderde hij compleet zijn politieke houding. Hij werd de meest radicale ijveraar, die de Keizer aanbad en het “Verdrijven van de Barbaren” predikte. Hij zou deelnemen in een plot onder extremisten van andere clans om hem te vermoorden. Maar eerst was hij van plan om in november 1858 een Tokugawalid van de kabinetsraad te vermoorden. Deze was niet succesvol naar Kioto verzonden, onder leiding van Li, om een Keizerlijke sanctie te verkrijgen voor het commercieel verdrag.
Shoins plannen werden nooit gerealiseerd omdat de Choshu autoriteiten bepaalde dat zijn radicalisme het welzijn van hun daimyo bedreigde. In december werd Shoin opnieuw gevangengenomen in Hagi maar hij zou zijn idealen niet opgeven.
“Het spijt me dit te zeggen.” schreef hij naar een vriend, “maar ik heb geen nut voor het Keizerlijk Hof, het Shogunaat of onze clan. Het enige waar ik behoefte aan heb is mijn eigen povere lichaam.”
Als noch Edo, Kioto of Choshu de aangewezen maatregelen zouden treffen, dan zou dit archetype van Japanse revolutionairen het doen. De revolutie die hij voor ogen had zou voltooid worden door de samenwerking van lagergeschikte samoerai en koopvaardijklasse. De notie was ongerijmd in 1858 maar misschien wel meer profetisch dan Shoin zich had voorgesteld.

## De dood van Shoin
Shoin zou het begin van de revolutie niet meer meemaken. In mei ontving Choshu richtlijnen van het Shogunaat om zijn gevaarlijkste opstandeling naar Edo te sturen. Shoin bereikte Edo in juni en werd in juli gevangengenomen. Hij werd ondervraagd door de autoriteiten, die verbaasd waren over zijn bekentenissen. Vastberaden om de autoriteiten op het juiste spoor te zetten, drukte Shoin niet alleen zijn minachting voor de dictatuur van regent Li uit en zijn afschaffing van loyalisten, maar onthulde hij ook zijn moordplannen.
Hoewel de bekentenissen van Shoin zijn lot hadden bezegeld, verwachtte hij niet te sterven. Hij had het te druk met het voorbereiden van de revolutie. Zijn moordplannen zijn nooit gerealiseerd en zijn bekentenissen waren vrijwillig.
“Ik weet niet wat mijn straf zal zijn, maar ik denk niet dat het een executie wordt” schreef hij naar zijn familie in juli.
Pas toen midden oktober drie van zijn medestanders geëxecuteerd werden, realiseerde hij zich dat zijn einde naderde. Op 15 oktober schreef hij een afscheidsgedicht en twee dagen later werd hij geïnformeerd over zijn doodvonnis. Hij werd naar een open binnenplaats gebracht naast de gevangenis die leidde naar het schavot. Met een perfecte houding knielde hij neer op een stromat. Om het bloed van de executie te absorberen, was er een rechthoekig gat gegraven in de donkere, zwarte aarde. Langs hem stond de beul Yamada Asaemon, wiens lange en korte zwaard links in de sjerp om zijn heup staken. Asaemon, die duizenden onthoofdingen had verricht in zijn carrière, was zwaar onder de indruk van Shoin.
“Yoshida Shoin stierf een echte nobele dood.” zou hij aan zijn zoontje vertellen.
Shoin maakte rustig zijn kleren los en vroeg om een zakdoek om zijn neus te snuiten. Hierna droeg hij zijn afscheidsgedicht voor:
“ De liefde van de ouders overschrijdt iemands liefde voor zijn ouders. Hoe zullen zij de tijding van vandaag nemen?”
De executienaar trok nu zijn lange zwaard, en met één slag scheidde hij het hoofd van deze Japans revolutionair.